# 巴亚兹省
巴亚兹省（阿拉伯語：ولاية البيض）是阿尔及利亚西北部的一个省，首府巴亚兹。該省成立於1984年，下轄8个区，22個市鎮。該省的名稱來自自己的首府巴亚兹。